# De grappen van Lambik 2 (oude reeks)
De grappen van Lambik 2 was het tweede album dat verscheen in de reeks De grappen van Lambik.
De grappen voor dit album werden verzonnen in de periode 1955-1956, en verschenen voor het eerst in het weekblad De bond.
Het album werd in 1956 ongekleurd uitgegeven met een rode achtergrond en een blauwe ondersteuningskleur.  Een tweede druk verscheen in 1958.